# Salzburgi Szent Rupert
Salzburgi Szent Rupert (660/670 körül – Worms, 718. március 27.), püspök, hitvalló, a bajorok apostola.

## Élete
Salzburgi Szent Rupert a germán frank törzsből, királyi nemzetségből, a Meroving-dinasztia rokonságából származott. A Wormsi egyházmegye püspöke volt midőn a felemelkedő Karolingokkal viszályba kerülve kénytelen volt elhagyni püspöki székhelyét, és 696-ban rokonához II. Theodo Agilolfing bajor herceghez Regensburgba menekült. Theodo kérésére a felületesen keresztény bajor népet megerősítette új hitében. Keresztény templommá alakíttatta át Regensburg és Altötting pogány germán szentélyeit. Az Alpokban missziós utat tett. 700-ban az egykori római település Juvavum romjain várost alapított Salzburg néven. Ekkor még éltek itt rómaiak is. Kolostorukat újjászervezte és templomot építtetett. 711-ben kolostor alapításával létrehozta a mai Bischofshofen települést. A szintén általa 714-ben alapított nonnbergi apácakolostor a máig működő legrégibb apácakolostor német nyelvterületen. A történetkritikai kutatásokból ma már tudjuk, hogy élete végén visszatérhetett püspöki székhelyére Wormsba, ahol rövidesen elhunyt. Sírja Salzburgban a Szent Rupert-székesegyházban található.

## Hatása
Rupert a ma Bajorország és Ausztria néven ismert terület térítője. Salzburgban magas színvonalú iskolát alapított. Itt tanított Szent Chuniald és Szent Gislar is. Rupert az alapokat rakta le, az egyházi szervezetet, a püspökséget Szent Bonifác hozta létre 739-ben. Szent Virgil 774-ben Salzburgban felszentelte a Szent Rupert Székesegyházat, földi maradványait ekkor hozták át Wormsból. Salzburgot 798-ban emelték érseki rangra, ettől kezdve a keleti misszió és a kultúra központjává vált. Adalwin salzburgi érsek (860–873) több templomot szentelt fel a Balaton mellett.
Rupert támogatta az ír térítőket, ezért Írországban is népszerű szent. Szorgalmazta a Salzburg környéki sóbányák fejlesztését, a helyi sóbányászok védőszentjükként tisztelték. Rupert a Salzburgi főegyházmegye fővédőszentje.

## Külső hivatkozások
- Salzburgi Szent Rupert